# 假木豆
假木豆（学名：Dendrolobium triangulare），又名千斤拔、野蚂蝗，为豆科假木豆属下的一种灌木，高1—2（3英尺3英寸—6英尺7英寸），7-9月間開花，果期則為10-11月。它分佈于中國南部、東南亞和一些非洲地區。中藥上有清热凉血、强筋壮骨以及健脾利湿的功效。

## 扩展阅读
- 維基物種上的相關：假木豆